# Daniel Burman

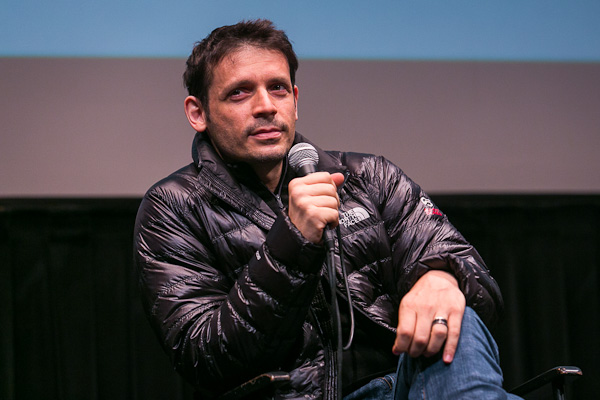
Daniel Burman (2013)

Daniel Burman (* 29. August 1973 in Buenos Aires) ist ein argentinischer Filmregisseur.

## Leben
Burman stellte 1995 noch als Filmstudent seinen ersten Kurzfilm in Argentinien vor. 1998 gab er sein Debüt mit seinem ersten Spielfilm. Mit seinem dritten Kinofilm Jede Stewardess kommt in den Himmel kam er erstmals nach Deutschland zur Berlinale und zeigte seinen Film in der Sektion Panorama. Mit seinem nächsten Film El Abrazo partido wurde er 2004 für den Wettbewerb der Internationalen Filmfestspiele nach Berlin eingeladen und gewann den Großen Preis der Jury. Sein Hauptdarsteller Daniel Hendler erhielt den Silbernen Bären als bester Schauspieler. Mit seinem Film Derecho di familia eröffnete er 2006 die Sektion Panorama Spezial bei den Berliner Filmfestspielen. Weitere Filmerfahrungen sammelte er als Co-Produzent des Films Die Reise des jungen Che unter der Regie des brasilianischen Regisseurs Walter Salles. Seine Filme El abrazo partido (2004), La suerte en tus manos (2012) und El rey del Once (2016) spielen in der jüdischen Gemeinde von Buenos Aires.

## Ehrungen
- El abrazo partido wurde als argentinischer Beitrag für den besten fremdsprachigen Film der Oscarverleihung 2004 eingereicht, jedoch von der Academy nicht in dieser Kategorie nominiert.[1]
- El abrazo partido nahm als Wettbewerbsbeitrag an der Berlinale 2004 teil und gewann den Großen Preis der Jury; Daniel Hendler wurde für seine Interpretation der Hauptfigur des Ariel mit dem Silbernen Bären für den besten Darsteller ausgezeichnet.